# Epacris petrophila
Epacris petrophila är en ljungväxtart som beskrevs av Joseph Dalton Hooker. Epacris petrophila ingår i släktet Epacris och familjen ljungväxter. Inga underarter finns listade i Catalogue of Life.